# Полиреализм
Полиреализм (от греч. pοly- — «множественность» и лат. realis — «существенный», «действительный») — множественный реализм — явление современной культуры, общее название ряда художественных движений.

## Возникновение
В декабре 2005 года П. Костенко и его соратники создают творческое объединение «Полиреализм. XXI век». С 2006 года в Большом зале Санкт-Петербургского Союза художников проводятся регулярные совместные выставки участников объединения, где представлены живопись, графика, скульптура и прикладное искусство. Традиционно на открытии выставок «Полиреализм. XXI век» с напутственным словом выступает председатель Санкт-Петербургского Союза Художников, ректор Санкт-Петербургского Государственного академического художественного института живописи, скульптуры и архитектуры имени И. Е. Репина Альберт Чаркин: «2007 год важен для любого русского художника, потому что в этом году Российской Академии художеств исполняется 250 лет. Выставка „Полиреализм“ первая юбилейная ласточка» (2-я выставка, 10 января 2007 года). В печатных материалах к выставкам обнародуется «Обращение к художникам» за подписью Петра Костенко, Константина Иванова, Геннадия Губанова. Среди участников выставок Ольга Ардовская, Агата Белая, Сергей Белоусов, Дарико Беридзе, Игорь Болотов, Геннадий Губанов, Матильда Жиль-Дюсс (Франция), Константин Иванов, Айдар Ишемгулов, Надежда Касаткина, Светлана Кобышева-Кузьмина, Михаил Кондратьев, Андрей Коробков, Татьяна Коршунова, Петр Костенко, Дмитрий Левитин, Светлана Мельниченко, Юлия Москвичева, Юлия Мурадова, Павел Никифоров, Екатерина Паниканова, Анна Петрова, Наталия Пушнина, Елена Ремерова, Нина Рябова-Бельская, Борис Сергеев, Ольга Суворова, Тарасий Трошин, Василий Трындык, Федор Федюнин, Заур Цхадая. 10-я юбилейная выставка, прошедшая с 24 по 29 мая 2011 года, впервые стала международной — в ней приняли участие художники из КНР и Франции. Одним из событий выставки стало провозглашение о слиянии художников и литераторов в единое течение «полиреализм». За прошедшие годы термин «полиреализм» начал широко использоваться искусствоведами и распространяться на отдельные направления искусства советского периода. В «пространстве отечественного полиреализма 1930-х годов… когда каждая разновидность реализма несла свою философию, вовсе не совпадающую с типовым представлением об этом художественном направлении, как проекте воспроизведения реальности» видит Е. Грибоносова-Гребнева стилистически обоснованное место К. С. Петрова-Водкина. В. И. Бородина (директор Хвалынского художественно-мемориального музея К. С. Петрова-Водкина) пишет о картинах отечественного «полиреализма» середины 1960-х годов. М. С. Фомина (кандидат искусствоведения, доцент Санкт-Петербургской Государственной Консерватории и Института имени Репина Академии Художеств) утверждает, что «реализм XX века не мог бы стать своего рода „полиреализмом“, если бы не было конца искусства в „Черном квадрате“, если бы не задумался о „духовном в искусстве“ Кандинский. После этих вызовов „другого искусства“ зацвели фантастическая, магическая, гиперреалистическая и другие ветви все еще плодоносного древа реализма». Данный термин используют и философы. Кандидат философских наук А. Н. Мосейко (Центр цивилизационных и региональных исследований Института Африки РАН) на Международных Лихачевских чтениях (2006) в своем докладе «Россия XX века: расколы культуры (реалии, образы)», рассматривая российские движения культуры в XX веке называет среди них и полиреализм. С 2011 года к движению присоединились прозаики и поэты. Регулярно участвующая в выставках петербургская писательница Юлия Вертела провозгласила Манифест полиреализма: От литераторов до бесконечности и основала литературно-художественный журнал "Полиреализм".

## «Обращение к художникам» Петра Костенко
Из «Обращения к художникам» и статьи П. Костенко «Полиреализм (Множественный реализм)» следует, что полиреализм является объединительным движением, противостоящим набиравшей силу в XX веке тенденции распада и расчленения искусства, находившей выражение в различных направлениях модернизма и постмодернизма. С одной стороны, движение признаёт одним из своих источников академизм, сохраняющий высокие профессиональные традиции, утраченные на данный момент в большинстве художественных школ стран Запада. С другой стороны, оно настоятельно требует сочетания академических навыков с острым экспериментом в области формы, свойственным, в первую очередь, многочисленным модернистским течениям. В этом плане оно отчасти сближается с постмодернизмом, радикально отличаясь от последнего тем, что заимствует у предшественников и соперников те или иные приёмы не для формальной игры, а для предельно яркого отражения содержания. Рассматривая развитие искусства от шумеров до наших дней, полиреалисты приходят к выводу, что «во все времена в изобразительной культуре образ времени был начальной и конечной целью значительного художественного произведения». Участники движения опираются на идеи Н. Н. Пунина: «в сущности, всякое здоровое большое искусство реалистично; в этом отношении реализм не есть течение в искусстве; это скорее основной творческий метод, господствующий во всяком восходящем и прогрессирущем художественном творчестве» и Генриха Вёльфлина, выдвинувшего тезис о развитии от множественности к единству. Органичным следствием вышесказанного становится вывод о множественности вариантов творческого отражения, что и проявляется в названии нового движения — полиреализм.